# Einfalt

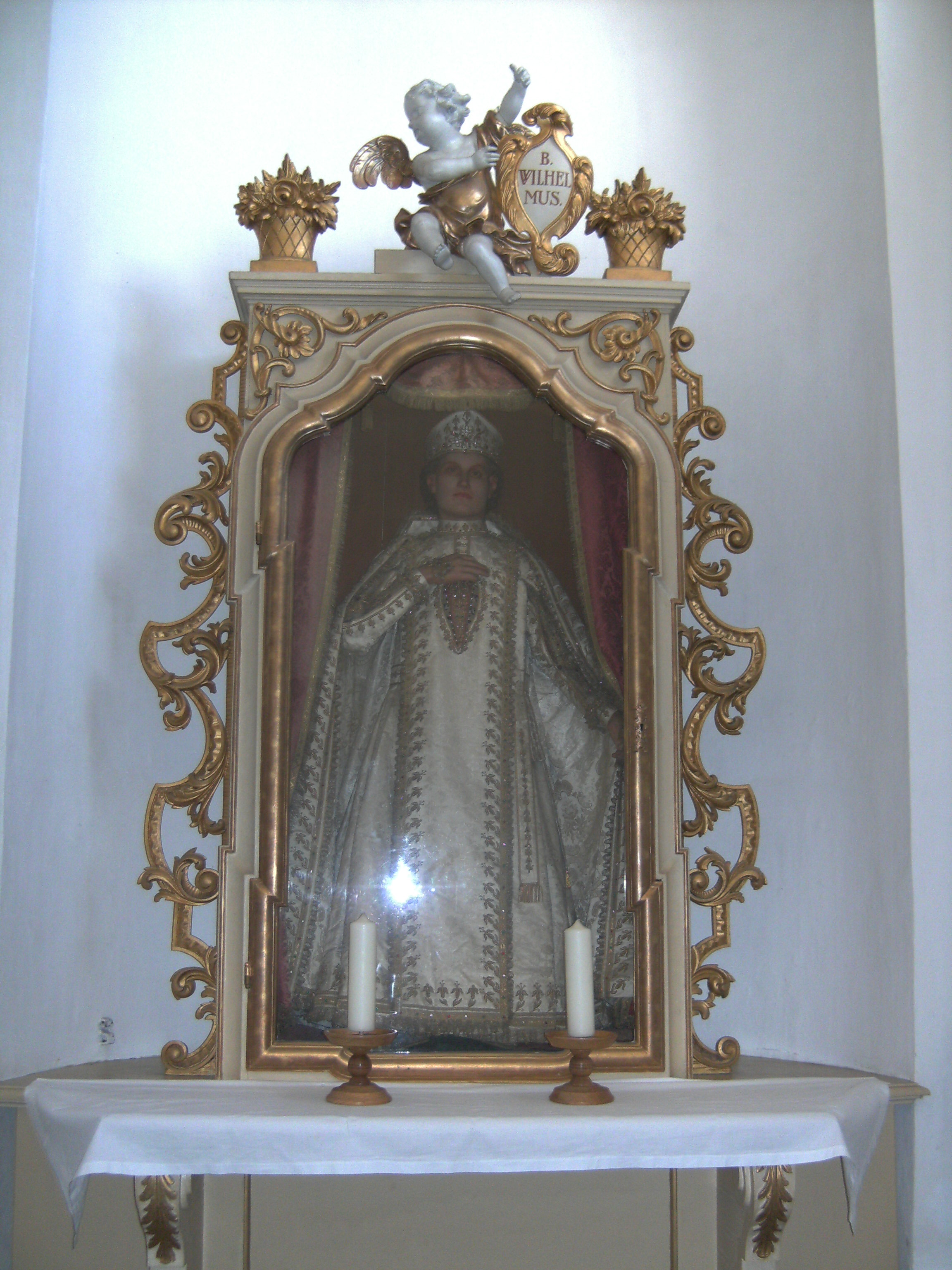
Patron der Einfältigen: Hl. Wilhelmus

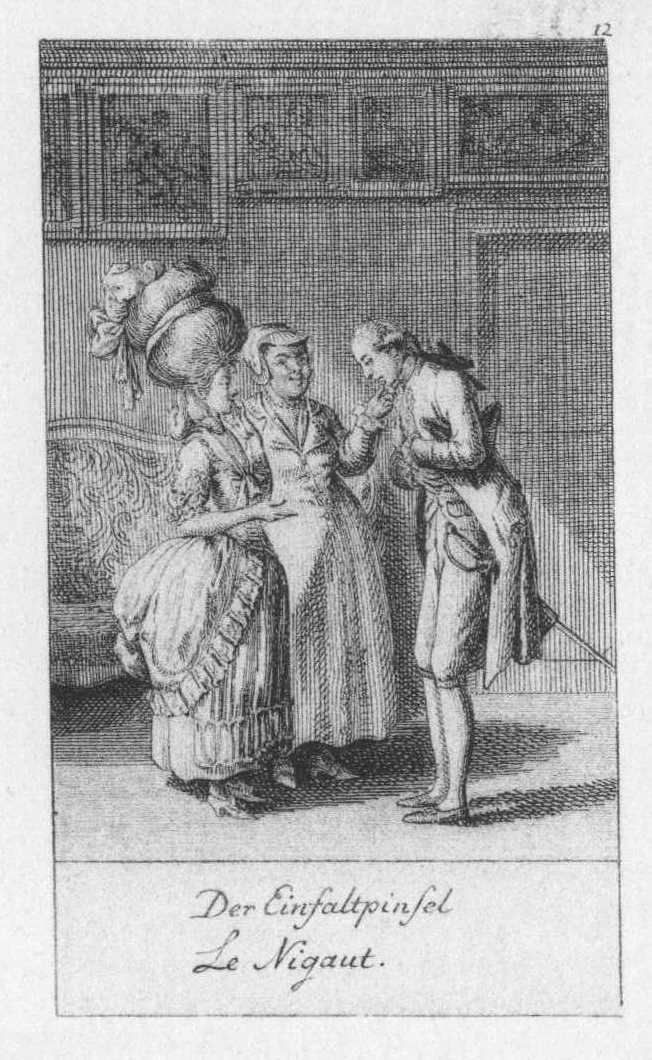
Der Heiratsantrag des Einfältigen, Kupferstich von Daniel Chodowiecki

Einfalt bezeichnete ursprünglich Einfachheit. Der Begriff hat manchen Bedeutungswandel erfahren und wird in verschiedenen Zusammenhängen unterschiedlich bewertet, das Substantiv ebenso wie das entsprechende Adjektiv einfältig. Das Antonym der Einfalt ist Vielfalt, das sich mit dem Begriff der Diversität in der Soziologie, mit dem Begriff der Biodiversität in der Biologie und mit der Metapher von der kulturellen Vielfalt im allgemeinen Sprachgebrauch etabliert hat. In der Regel wird die „Einfalt des Herzens“ von der Einfalt des Denkens oder des Verstandes unterschieden. Abwertend wird der Begriff Einfalt gemeinhin mit Einfältigkeit oder Naivität gleichgesetzt und grenzt an die negativ besetzte Torheit.

## Etymologie
Der Begriff geht auf einen germanischen Wortstamm zurück (gotisch ainfalþs, althochdeutsch einfalti) und bedeutete ursprünglich Einfachheit im Sinne von Eingestaltigkeit, Ungeteiltheit und dementsprechend diametral zu Begriffen wie denen der Vielfalt oder Dreifaltigkeit.
Im Mittelalter wurde mit dem Ausruf Sancta Simplicitas! („Heilige Einfalt!“) die weltfremde Geradlinigkeit frommer Menschen bewundert.
Martin Luther bediente sich 1529 häufig der Begrifflichkeit in seinem Großen Katechismus. „Diese Predigt“, so schreibt er einleitend, „ist dazu geordnet und angefangen, daß es sei ein Unterricht für die Kinder und Einfältigen, darum sie auch von alters her auf griechisch heisst Katechismus, das ist, eine Kinderlehre“. Den Katechismus der Jugend „oft vorzupredigen“ sei „kurz und aufs einfältigste“ nötig, „auf daß es ihnen wohl eingehe und im Gedächtnis bleibe“. Luther spricht vom „einfältigen Volk“, das er mit dem Pöbel gleichsetzt. Die „Einfältigen“ sollen „den Glauben an ihm selbst fassen und verstehen lernen“. Man „überlade“ sie nicht „und was sie in der Schrift lernen“, würde dazu führen, dass sie „in reicherem Verstand zunehmen und wachsen“. In einem Atemzug nennt Luther die Einfältigen nicht nur mit Kindern, sondern auch mit „Ungelehrten“ und „Schwachen“.

## Ästhetische Einfalt
Der Begriff Einfalt taucht nicht nur in historischen Schriften der Theologie, sondern auch in jenen der Philosophie auf, beispielsweise mit Friedrich Kirchner in spezieller Bedeutung:

„Die ästhetische Einfalt oder Einfachheit besteht im ungekünstelten Zusammenstimmen aller Teile eines Kunstwerkes. Sie gibt nie mehr, als der Zweck des Ganzen fordert; ihre Kunstmittel sind die einfachsten; ihre Anordnung und Verbindung ist natürlich; sie ist fern von aller Überladung und Verschnörkelung. Solche Einfalt adelt die Werke aller wahren Genies. Sie herrschte in der Kunstrichtung der Alten und fehlt in vielen Richtungen der modernen Kunst (vgl. Schillers Gedicht an Goethe: ›Des falschen Anstands prunkende Gebärden verschmäht der Sinn, der nur das Wahre preist‹)“

## Einfalt in lexikalischen Werken
In dem von Wilhelm Traugott Krug 1838 unter dem Titel Encyklopädisches Lexikon in Bezug auf die neueste Literatur und Geschichte der Philosophie herausgegebenen Lexikon werden unter dem Stichwort Einfalt Goethe und Schiller zitiert. Goethe habe in einem Brief geschrieben: „Es ist nichts wahr, als was einfältig ist“, allerdings sei dies „eine schlechte Recommendation“ (Empfehlung) „für die wahre Weisheit“. Schiller wird zitiert mit dem Satz: „Was kein Verstand der Verständigen sieht, das übt in Einfalt ein kindlich Gemüth.“ Relativierend heißt es: „Die beiden großen Dichter mögen es freilich mit ihren Aussprüchen nicht so genau genommen haben; sie wollten nur etwas recht Frappantes sagen.“
In Kirchner’s Wörterbuch der Philosophischen Grundbegriffe, 1886 in erster Auflage von dem Philosophen Friedrich Kirchner veröffentlicht und 1907 von Carl Michaëlis überarbeitet, findet sich folgende Definition:

„Einfalt (lat. simplicitas) bezeichnet 1. eine gewisse Begrenztheit des Verstandes und Geradheit des Urteils, und, da diese den Kindern eigen ist, die echte Kindlichkeit, 2. die Abwesenheit von Ziererei, falscher Rücksichtnahme, Verstellung und Unredlichkeit. […] Wer einfältigen Verstandes ist, kann nicht nach weitaussehenden und verwickelten Absichten handeln; wer einfältigen Herzens ist, will es nicht. Der Einfältige ist das Gegenteil vom Gewandten, Pfiffigen und Weltklugen. Sein Leben ist naturgemäß, ohne Luxus und Affektiertheit; seine Gesinnungen und Handlungen stehen, frei von allen Nebenabsichten, in Harmonie.“

Meyers Großes Konversations-Lexikon hob 1906 auf das ab, „was nur wenige Bestandteile“ habe, „sich auf das Wesentliche“ beschränke und „schmucklos“ sei. In diesem Sinne sei Einfalt „mit Einfachheit gleichbedeutend“. Einfalt werde „sowohl in lobendem als in tadelndem Sinn“ gebraucht, je nachdem, ob von Einfalt des Herzens oder des Verstandes die Rede sei. Um „ästhetische Einfachheit“ gehe es mit dem Begriff der Einfalt in der Kunst und dies „im Gegensatz zu prunkender Effekthascherei und Überladung“.
Das Digitale Wörterbuch der deutschen Sprache (DWDS) sieht ebenfalls zwei Bedeutungen vor, zum einen eine „leichte Beschränktheit des Geistes“ und daneben als gehobene Bedeutung eine „einfache, reine Beschaffenheit des Gemütes“, Arglosigkeit und „Schlichtheit“. Aus dem 8. Jahrhundert wurde das Adjektiv einfalt mit der Bedeutung von „aufrichtig“ und „rechtschaffen“ zitiert, das „allmählich ersetzt“ werde „durch die jüngere Weiterbildung einfältig“, auch im Sinne von „beschränkt“ und „töricht“. Der „geringschätzige Sinn“ sei „heute vorherrschend“. Der abgeleitete Begriff des Einfaltspinsels sei „in der Studentensprache geläufig“.

## Einfalt in der Literatur

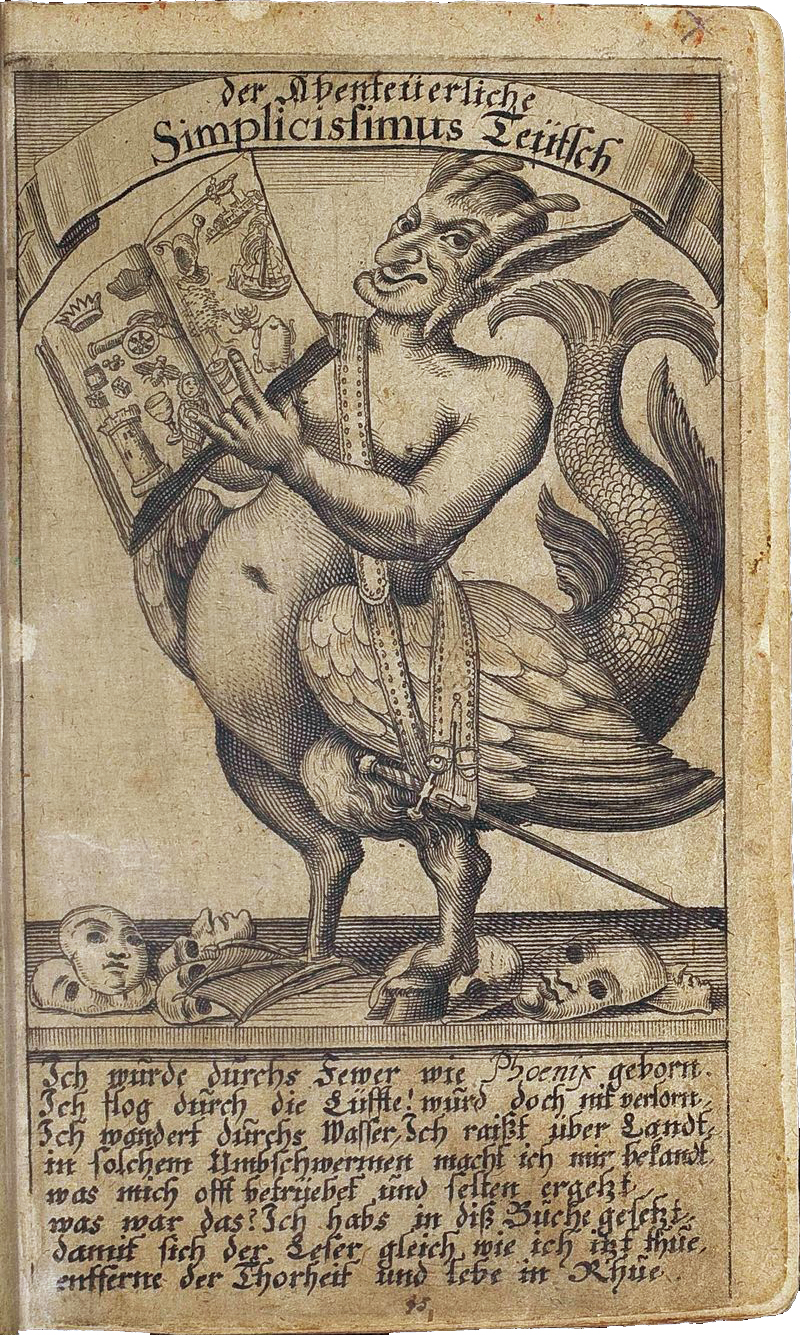
Der Abentheurliche Simplicissimus Teutsch

Hans Jakob Christoffel von Grimmelshausen erzählt in seinem 1668 erschienenen Schelmenroman Der abenteuerliche Simplicissimus die Lebensgeschichte eines Viehhirten, der so wenig weiß, dass er nicht mal seinen Namen kennt. Ein Einsiedler, der den Jungen bei sich aufnimmt, gibt ihm den sprechenden Namen «Simplicius» und drei Leitmotive mit auf den Weg: Selbsterkenntnis, Welterkenntnis und Beständigkeit. Bei Hofe zwingt man ihn wegen seiner Einfalt als «Simplicissimus» ins Narrenkostüm, später wird er als Gigolo hochgestellter Damen bekannt. Er begeht zahllose Untaten und gerät in Gefangenschaft, kommt aber immer ungeschoren davon und blickt am Ende auf sein Schelmenleben zurück.
Während im 17. Jahrhundert Jean de La Bruyère in seinem Buch Die Charaktere die Auffassung vertrat, der Einfältige sei „immer lächerlich“, es gehöre „zu seinem Charakter“, gab es im 18. Jahrhundert andere Stimmen.

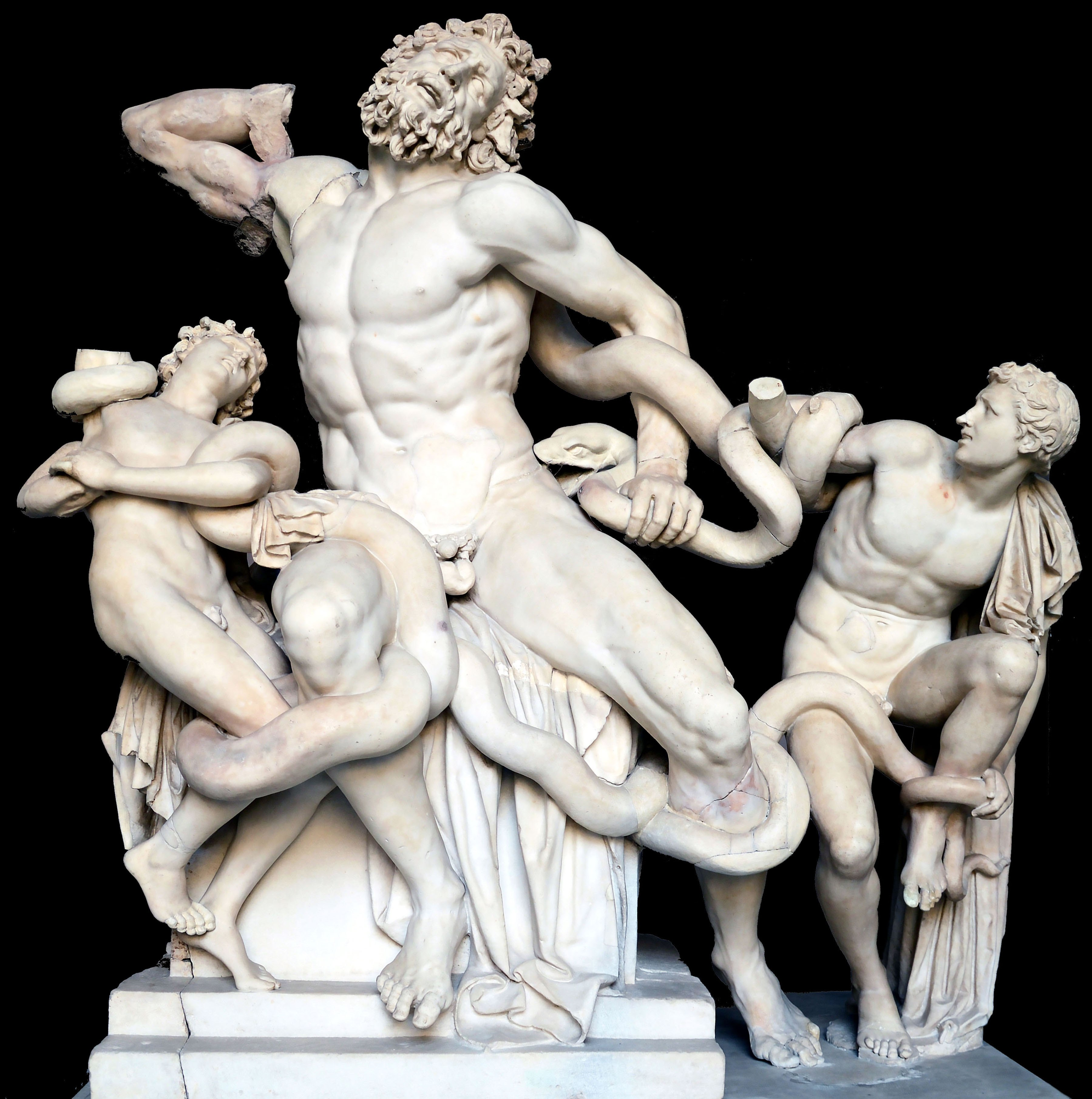
Laokoon-Gruppe in den Vatikanischen Museen

Nach Johann Joachim Winckelmann kennzeichne „edle Einfalt und stille Größe“ die Meisterstücke der griechischen Kunst, wobei laut einem Artikel in den Westfälischen Nachrichten die edle Einfalt „damals soviel wie geistliche Reinheit bedeutet“ habe. Die berühmt gewordene Formel entstand 1756 in der Schrift Gedanken über die Nachahmung der griechischen Werke in der Malerey und Bildhauerkunst, in der Winckelmann u. a. die Skulptur der Laokoon-Gruppe interpretierte. Immanuel Kant hielt in seiner Schrift Träume eines Geistersehers 1766 die „wahre Weisheit“ für die „Begleiterin der Einfalt“.
Karl Heinrich Heydenreich unterzog den Begriff der Einfalt 1793 im Anhang seiner Schrift Originalideen über die kritische Philosophie einer ausführlichen Betrachtung. Einfalt sei im Allgemeinen „keineswegs die Abwesenheit der Theile, die Unzertrennlichkeit eines Dinges“. Sie könne „herrschen in Gesinnungen, Thaten, Reden“ und in „Erscheinungen der Natur“. Ihre verschiedenen Bedeutungen müssten auseinandergehalten werden, „da sie vorzüglich in der Sphäre der schönen Kunst“ stattfänden. Doch spreche man auch „von der edlen Einfalt eines Charakters, einer Gesinnung, einer sichtbaren Form, einer mahlerischen Composition, eines Gebäudes, eines musikalischen Werkes, eines Tanzes, des Inhalts und Styls eines Gedichtes, einer Rede, u.s.w.“.

„Edle Einfalt eines Charakters, edle Einfalt in den praktischen Gesinnungen, Sitten und Betragen eines Menschen besteht darin, dass derselbe eine Fertigkeit besitzt, unter allen Umständen, durch einfache Prinzipien, oder auch wohl durch das blosse Gefühl geleitet, ohne einiger Anstrengung und mühsamen Ueberlegung zu bedürfen, auf die geradeste und umschweifloseste Weise gesetz- und zweckmässig zu handeln. Wir nennen diese Fertigkeit Einfalt, weil die Gründe der Handlungen eines solchen Charakters auf das leichteste übersehen werden, edel, weil sie Hoheit der Seele und angestammte sittliche Stärke ankündigt.“

Im 19. Jahrhunger schrieb beispielsweise Wilhelm Raabe in seinem Roman Stopfkuchen (1891): „Die Klugen haben wahrhaftig lange nicht so viel Behaglichkeit in die Welt gebracht und so viele Glückliche drin gemacht, wie die Einfältigen.“
Seiner Dissertation über Hölderlins späte Dichtungen gab der Literaturwissenschaftler Bart Philipsen 1995 den Titel Die List der Einfalt und stellt ihr mit der letzten Strophe aus Hölderlins Gedicht Dichterberuf ein Epigramm voran:
Furchtlos bleibt aber, so er es muß, der Mann

Einsam vor Gott, es schützet die Einfalt ihn,

Und keiner Waffen brauchts und keiner

Listen, so lange, bis Gottes Fehl hilft.
Über ihr Jugendsachbuch Der hellwache Träumer. Die Lebensgeschichte des Jean-Jacques Rousseau, mit dem die Autorin Monika Pelz versuchte, junge Leute für einen Philosophen aus einer anderen Zeit zu interessieren, berichtete sie 2005 im Deutschlandfunk, dass sich Rousseau dem damaligen Zeitgeist entgegenstellte und die „schlichte Einfalt und Frömmigkeit der Vorfahren, die Besitzlosigkeit und Bedürfnislosigkeit vergangener Völker und gegenwärtiger Wilder“ verherrlicht habe, „ohne jedoch eine Rückkehr zu diesen Lebensformen für möglich zu halten“.

## Einfalt in der Umgangssprache
Der „geringschätzige Sinn“ des Wortes Einfalt gilt inzwischen als „vorherrschend“. Der Begriff einfältig scheint aus der Mode gekommen. Einfalt wird zunehmend in Abgrenzung zu dem Begriff der Vielfalt verwendet. Vielfalt statt Einfalt hat sich zu einer Metapher entwickelt, die in allfälligen Zusammenhängen eine feststehende Größe geworden ist.
Die Antidiskriminierungsstelle des Bundes führte von November 2009 bis Januar 2010 unter dem Motto „Vielfalt statt Einfalt – Gemeinsam für Gleichbehandlung“ eine deutschlandweite Kampagne durch.
Der Verein Vielfalt statt Einfalt – für ein freundliches Frankfurt (Oder) e. V. sammelt seit 2014 Spenden für die Menschen in griechischen Flüchtlingslagern.
Am Adolfinum helfen seit September 2015 Lehrkräfte gemeinsam mit Schülerinnen und Schülern der Oberstufe unter dem Motto „Vielfalt statt Einfalt“ Flüchtlingen bei der Integration.
Das Europäische Parlament startete 2016 unter dem Titel Vielfalt statt Einfalt? Migration, eine Herausforderung für die EU den  Kreativ-Wettbewerb Euroscola für Schülerinnen und Schüler. Die Gewinner wurden „nach Straßburg eingeladen, um dort über europäische Politik und aktuelle Themen zu diskutieren“.
Thomas Sattelberger verfasste 2016 seine Streitschrift unter dem Titel Vielfalt statt Einfalt. Für Offenheit und Pluralismus streiten.
Die Stiftung Cellex Foundation rief im September 2021 in Dresden zu einer Demonstrationen gegen Homophobie und Menschenfeindlichkeit auf.